# Бостонски масакр
Бостонски масакр, чувени сукоб британских војника и америчких патриота у понедељак, 5. марта, 1770. године, води до Америчке револуције. Напетости између грађана и војника због окупације Бостона су биле појачане кад су војници почели пуцати на групу цивила. Џон Адамс је касније рекао да је Америка била утемељена на ноћ Бостонског масакра.
Млади ученик Едвард Гериш се обратио чиновнику на Кинг улици да исплати дуг његовом шефу. Када је почео викати, британски стражар Вајт је напустио своју стражу испред царинарнице да би пребио дечака. Гериш је побегао, али се ускоро вратио са неколико пријатеља. Заједно су почели бацати на војнике грудве снега, лед, и смеће.
Због сукоба, тадашњи официр, капетан Томас Престон, довео је појачање од осам војника. Руља грађана је постала већа и наставила је бацати ствари на британске војнике. Капетан Томас Престон је наредио војницима де не пуцају, али га војници вероватно нису добро чули и почели су пуцати на грађане. Укупно је убијено пет Американаца, а шест је било рањено.
Судски процес након масакра је био одржан у грађанском суду са поротом локалних грађана. Џон Адамс је био адвокат за војнике. Суд је одлучио да су шестеро војника невини, а двоје криви за убиство. Касније се одлучило да је и официр Томас Престон невин након што порота није могла утврдити да је наредио војницима да пуцају на грађане. Осуде пороте сугеришу да су војници били изазвани и да њихова употреба силе није била сасвим неразумна.
Самјуел Адамс је назвао овај догађај „бостонски“ масакр (the Boston Massacre) и употребио је тај израз у сврхе пропаганде. Тврдио је да значај догађаја није био број погинулих, него учествовање обичних Американаца у важном револуцијском догађају. Након сахране пет убијених, на којој је била присутна највећа група људи у историји северноамеричког континента, Бостонци су се окупили код Старе Јужне Цркве и захтевали да британски војници напусте град.
Догађај је био обележаван као „дан масакра“ све до 1783. године.